# Limbach (Selke)
Der Limbach im Unterharz ist ein rund 5 km langer linker Zufluss der Selke im Landkreis Harz in Sachsen-Anhalt – hauptsächlich auf dem Gebiet des Harzgeroder Ortsteils Güntersberge.
Einige Quellmoore mit Kleinseggenrasen liegen im Quellgebiet des Baches.

## Verlauf
Der Limbach verläuft im Unterharz im Naturpark Harz/Sachsen-Anhalt. Der Bach entsteht am Zusammenfluss der beiden Quellarme im Waldgebiet Neuer Hagen, rund 230 Meter von der Harzhochstraße entfernt. Der Bach fließt zunächst südöstlich und hat nach etwa einem Kilometer einen größeren rechten und direkt darauf einen 850 Meter langen rechten Zufluss. An diesem liegt der Franzosenbrunnen.

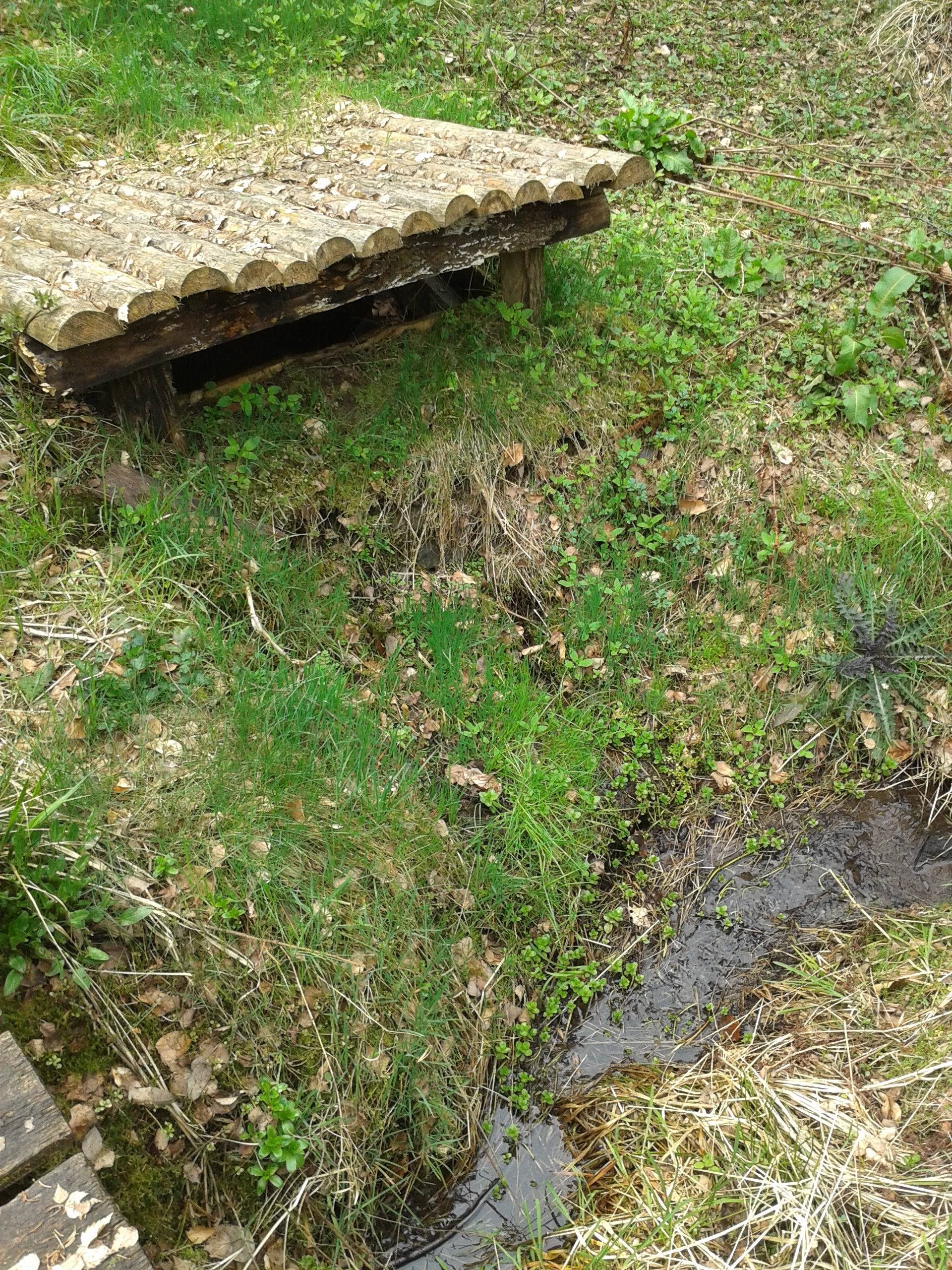
Dach über dem Franzosenbrunnen am Limbachzufluss

Der Zufluss vom Franzosenbrunnen mündet bereits im NSG Oberes Selketal in den Limbach, der nun östlich weiterfließt. Unterhalb von Hinterm Thiemannskopfe verlässt der Bach die Stieger Gemarkung und fließt von nun an in der Gemarkung Güntersberge. Ca. 60 Meter zuvor hat der Limbach auf 466 Meter Höhe einen größeren linksseitigen Zufluss. Dieser wird aus mehreren Quellarmen gespeist, die in der Gemarkung Allrode entspringen. Die Länge des Zuflusses beträgt 272 Meter, gemessen von dem auf 482 m Höhe entspringendem mittleren Quellarm.
Der Limbach fließt nun weiter in Richtung Ostsüdost, unterhalb von Das Kuhlager das Waldgebiet 'Neuer Hagen verlassend, stark mäandrierend an Auf dem Limperts-Berge vorbei. An das Kuhlager hat der Limbach einen rund 540 Meter langen linken Zufluss, vom 510,9 m hohen Langenberg.
Einen kleinflächige Arsenanomalie am Langenberg trägt geringe Mengen Schwermetall ins Flussgebiet der Selke ein.
Der Bach verlässt das Naturschutzgebiet und tritt nun in das Stadtgebiet von Güntersberge ein. In Güntersberge wird der Bach im Brauteich, dessen Stauwurzel auf 410,3 Meter Höhe liegt, aufgestaut und folgt danach nördlich der Straße Brauplatz und mündet auf 402 Meter Höhe in die Selke. Der Bachlauf ist in Güntersberge teilweise in baufällige Trockensteinmauer gefasst.

## Natur
Ein Bodenprofil für das Quellgebiet ergab dies Vorkommen von Pseudogleye, Moorgleye sowie Lehm, Ton und Übergangsformen Am Oberlauf (Nasswiesenbereich Waldwiese und Nordrand kleine Waldwiese südlich Limbachquellwiese und Waldwiese am Oberlauf des Limbaches – hier kommt auch die Fransenfledermaus vor) wurde der Goldenen Scheckenfalter nachgewiesen. Weiter Nachweise erfolgten am Bach für das Bachneunauge, Zweigestreifte Mosaikjungfer und Echte Arnika.
Auf Grund früherer Bergbautätigkeit ließen sich bei einer Messung im Mai 1992 im Bereich der Mündung gelöste Schwermetalle (Quecksilber, Zinn, Kupfer, Blei, Cadmium, Magnesium und Eisen) im Wasser nachweisen.
Zu Zwecken der Landschaftspflege wurden zwischen 2008 und 2013 auf ca. 3 ha gemäht, was durch den Wechsel von Bergwiesen, Borstgrasrasen sowie Feuchtwiesen das arten- und strukturreiche Gebiet fördert. Die Nutzung des Limbachs als Viehtränke führt allerdings zu massiven Trittschäden. Der Managementplan für das FFH-Gebiet „Selketal und Bergwiesen bei Stiege“ sieht bei Beweidung des bachangrenzenden Grünlandes das Einrichten von Gewässerschonstreifen durch auszukoppeln des Bachufers auf einer Breite von mindestens 2 m sowie das die Entfernung von Birken und Fichten am Gewässerrand vor.